# Elpidio di Atella
Sant'Elpidio di Atella, detto anche Sant'Arpino, affettuosamente chiamato dai santarpinesi "O' Zingarone" (388-395 circa – 24 maggio 452-459), è stato un vescovo italiano della città di Atella dal 432 per 22 anni circa..

## Biografia
Sant'Elpidio nacque da una nobile famiglia. Aveva un fratello chiamato Canione e un nipote di nome Elpidio, entrambi sacerdoti.
Attorno al 420 venne consacrato vescovo.
Si narra che, a causa della persecuzione vandalica di Genserico, dodici vescovi, tra cui il Santo, furono imbarcati su una nave senza remi né vele. Creduti condannati a morte certa, vennero però soccorsi da un angelo che li guidò fino al litorale di Castelvolturno, in Campania.

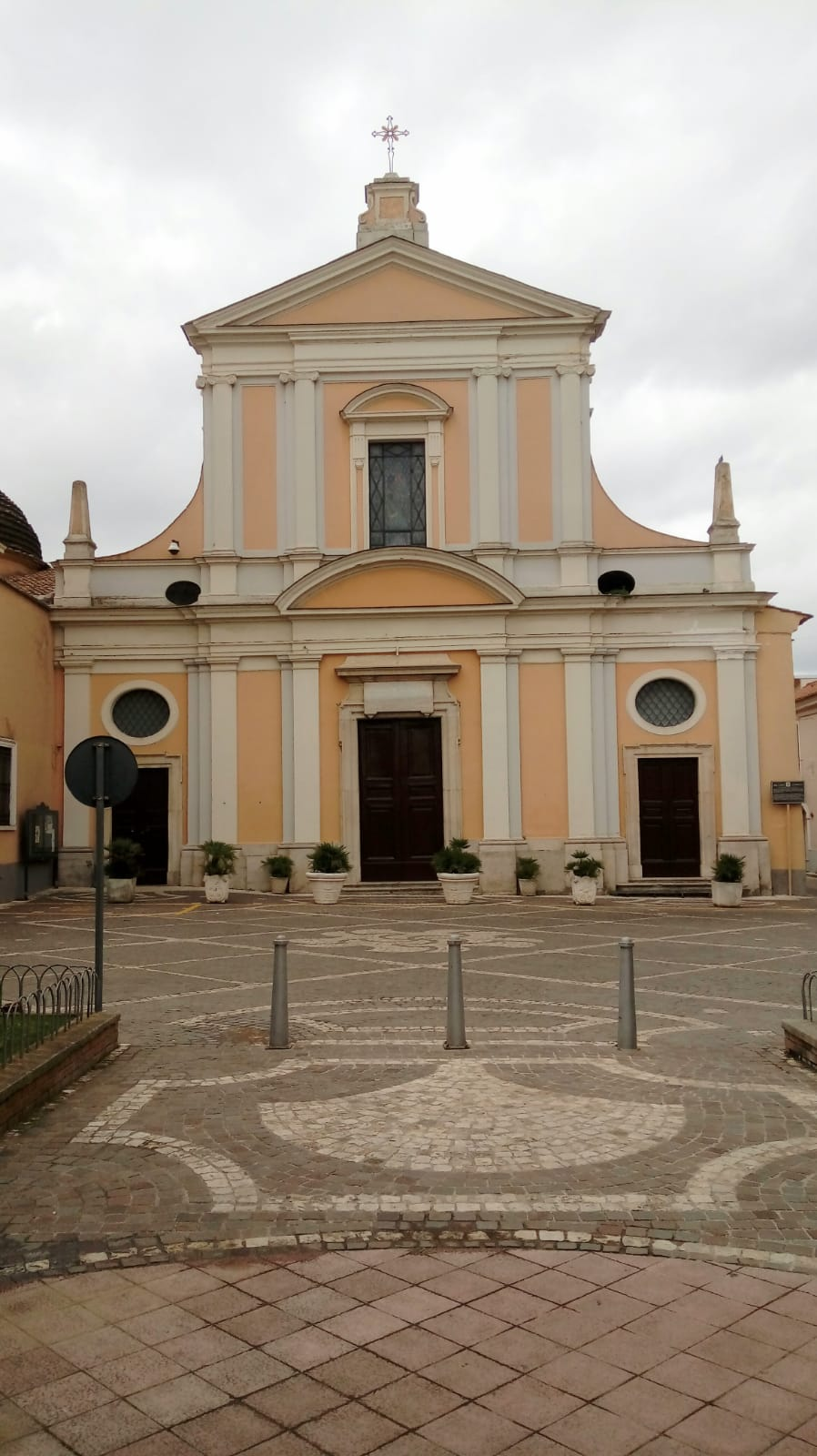
Chiesa di sant'Elpidio in Casapulla

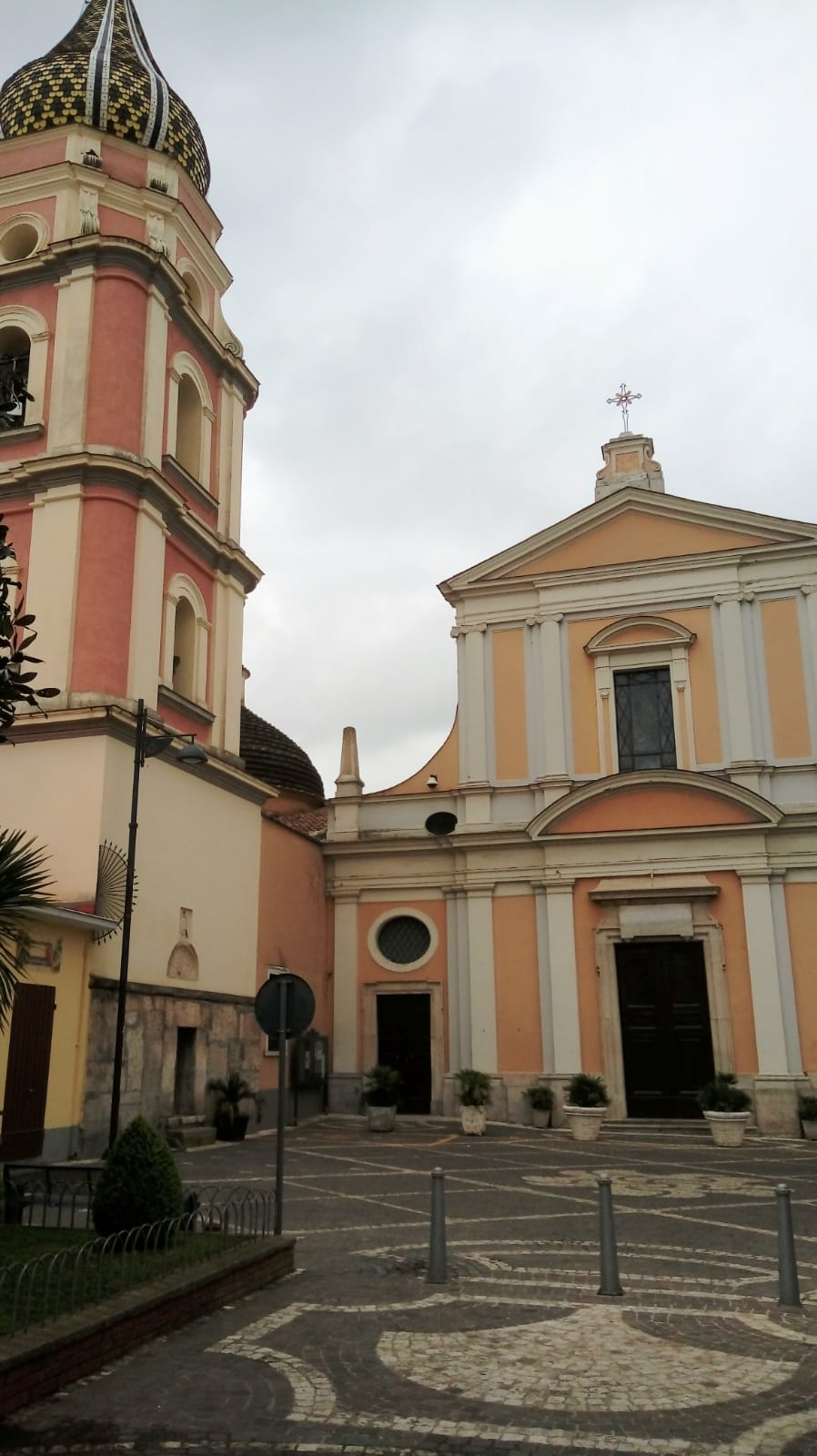

Attorno al 432 divenne vescovo di Atella e vi rimase per ventidue anni.
Morì il 24 maggio 452-459 e il 26 la sua salma fu posta nel sepolcro. L'11 gennaio 460 la salma venne sepolta nella cattedrale di Atella, dove rimase fino al 787, quando, in seguito alle incursioni dei Longobardi, venne spostata nella città fortificata di Salerno, per paura che le sue reliquie venissero rubate.